# جوائز الناقوس الكبرى
جوائز الناقوس الكبرى (هانغل: 대종상 영화제) والمعروفة أيضًا باسم جوائز داي جونغ السينمائية هو أقدم حفل لتوزيع الجوائز الفنية تقدمه جمعية أفلام الحركة الكورية سنويًا لتكريم الأفلام المتميزة في كوريا الجنوبية. ولقدمها تحتفظ الجائزة بسمعة أعرق جوائز الأفلام المستمرة في كوريا الجنوبية، ما يعادل جوائز الأوسكار الأمريكية.

## لمحة تاريخية
استضافت وزارة الثقافة والإعلام هذا الاحتفال منذ عام 1962 ثم توقفت الجائزة لبضع سنوات ابتداء من عام 1969، ولكن تم إحياؤها في عام 1972 بعد تأسيس جمعية ترويج الصور المتحركة الكورية، في محاولة لتحفيز صناعة السينما الراكدة في ذلك الوقت.